# Ron Blake
Ron Blake (Saint Thomas, 7 september 1965) is een Amerikaanse jazzsaxofonist en componist.

## Biografie
Blake leerde aanvankelijk gitaar spelen. Op 10-jarige leeftijd wisselde hij door de muziek van Cannonball Adderley en John Coltrane naar de tenor- en sopraansaxofoon, maar pas onder de indruk van de muziek van Gary Bartz kwam hij eind jaren 1980 tot de jazz. Hij nam tussen 1979 en 1981 deel aan het National Music Camp en hij bezocht de Interlochen Arts Academy in 1980–1982 om daarna te gaan studeren aan de Northwestern University.
Blake werkte met Bobby Broom, Roland Hanna, Bobby Hutcherson, de Clark Terry/Louie Bellson Big Band en Nancy Wilson. Vervolgens onderwees hij als assistent-professor in jazzstudiezang aan de University of South Florida, voordat hij in 1992 verhuisde naar New York. Daar werd hij voor vijf jaar lid van de band van Roy Hargrove, waarmee hij meermaals in Japan toerde, om daarna meerdere jaren te gaan werken in de band van Art Farmer. Daarna speelde hij in de band van de tv-show Saturday Night Live. Hij behoorde ook tot de 21st Century Band van Dion Parson en de bigband van Christian McBride, waarmee hij een Grammy Award kreeg. Tussen 1993 en 2016 was hij betrokken bij 86 opnamen op het gebied van de jazz, zo ook voor Gerald Wilson en Kip Hanrahan. Hij was ook werkzaam als studiomuzikant voor Yerba Buena, Ry Cooder, Ziggy Marley en David Byrne. Tegenwoordig is hij lid in het Lucas Pino Nonet.
Zijn composities als Of Kindred Souls werden door Roy Hargrove en door Regina Carter vertolkt. Hij onderwijst als professor aan de Juilliard School.

## Discografie
- 2000: Ron Blake Quartet Up Front and Personal Tahmun Records met Johnny Griffin
- 2003: Lest We Forget, Mac Avenue
- 2005: Sonic Tonic Mac Avenue
- 2008: Shayari, Mack Avenue Records

- Bibliothèque nationale de France: cb139671261 (data)
- Gemeinsame Normdatei: 134933443
- International Standard Name Identifier: 0000 0000 7731 9045
- Library of Congress Control Number: no99014544
- MusicBrainz: eb0e3b85-cd28-4ebc-a3ee-6b0abd5afe51
- Nationale Bibliotheek van Israël: 987007317291005171
- Virtual International Authority File: 46953282
- WorldCat: E39PBJxGTg6X4v3Y7KT3rPbmVC